# Walcha Airport
Walcha Airport är en flygplats i Australien. Den ligger i regionen Walcha och delstaten New South Wales, i den sydöstra delen av landet, omkring 320 kilometer norr om delstatshuvudstaden Sydney.
Trakten runt Walcha Airport är nära nog obefolkad, med mindre än två invånare per kvadratkilometer.. Närmaste större samhälle är Walcha, nära Walcha Airport.
Trakten runt Walcha Airport består i huvudsak av gräsmarker. Genomsnittlig årsnederbörd är 1 518 millimeter. Den regnigaste månaden är februari, med i genomsnitt 280 mm nederbörd, och den torraste är oktober, med 27 mm nederbörd.